# Henry Tucker
Henry James « Jack » Tucker, né le 14 mars 1903 et mort le 9 janvier 1986, est un homme politique bermudien. Il est le premier Premier ministre des Bermudes de 1968 à 1971.

## Biographie
Henry Tucker est né dans une grande famille des Bermudes, descendant des premiers colons de l'île et d'un ancien gouverneur. Il fait ses études secondaires à Hamilton puis en Angleterre avant de revenir aux Bermudes en 1922. En 1924, il part travailler à New York dans divers établissements bancaires pendant dix ans. En 1934, il revient aux Bermudes pour travailler à la Banque des Bermudes, dont il devient le directeur général en 1938.
La même année (1938), il est élu à la chambre basse du Parlement des Bermudes et s'impose rapidement comme un chef de la fraction pro-business blanche du parlement. En 1964, il fonde le Parti bermudien uni, en réaction à la création du Parti travailliste progressiste, et en devient le chef. 
En 1968, à la suite des premières élections législatives au suffrage universel, il devient le premier chef du gouvernement des Bermudes. Durant son mandat, il procède aux derniers démantèlements de la législation ségrégationniste aux Bermudes. Il démissionne en 1971 en mettant en avant son grand âge. Il appelle la minorité blanche à accepter Edward Richards comme son successeur. Il se retire alors de la vie politique et est fait chevalier en 1972.
Henry Tucker meurt aux Bermudes le 9 janvier 1986 à l'âge de 82 ans.